# Alex (serial telewizyjny)
Alex (ang. Courting Alex, 2006) – amerykański serial komediowy stworzony przez Roba Hanninga.
Światowa premiera serialu miała miejsce 23 stycznia 2006 roku na kanale CBS. Na antenie miało zostać wyemitowane 12 odcinków, ale zostało wyemitowanych tylko 8 odcinków. Emisja zakończyła się 29 marca 2006 roku. W Polsce serial nadawany był dawniej na kanałach Polsat, Comedy Central Polska i Comedy Central Family.

## Opis fabuły
Serial opowiada o perypetiach Alex Rose (Jenna Elfman), pięknej niezamężnej prawniczki, która pracuje w kancelarii swojego ojca Billa (Dabney Coleman). Ojciec jest dumny z córki, ale martwi się, że nie wyszła do tej pory za mąż i chciałby, aby ułożyła sobie życie ze Stephenem (Josh Stamberg), zadurzonym w niej kolegą z kancelarii.

## Obsada
- Jenna Elfman jako Alex Rose
- Dabney Coleman jako Bill Rose
- Josh Stamberg jako Stephen
- Josh Randall jako Scott Larson
- Jillian Bach jako Molly
- Hugh Bonneville jako Julian

## Spis odcinków
| N/o            | Tytuł angielski                   |
| -------------- | --------------------------------- |
|                |                                   |
| SERIA PIERWSZA |                                   |
|                |                                   |
| 01             | A Tale of Two Kisses              |
|                |                                   |
| 02             | Is She Really Going Out With Him? |
|                |                                   |
| 03             | Girlfriend                        |
|                |                                   |
| 04             | New Best Friend                   |
|                |                                   |
| 05             | The Fix-Up                        |
|                |                                   |
| 06             | Birthday                          |
|                |                                   |
| 07             | The Mattress                      |
|                |                                   |
| 08             | Client                            |
|                |                                   |
| 09             | The Perfect Couple                |
|                |                                   |
| 10             | You Complete Me                   |
|                |                                   |
| 11             | Alex Looks Out for Stephen        |
|                |                                   |
| 12             | A Moving Story                    |
|                |                                   |